# Famille de Saint-Lary
La famille de Saint-Lary est une famille d'extraction noble originaire de Gascogne. Sa filiation suivie remonte au XVe siècle et elle s'est éteinte au XVIIIe siècle.
Elle compte un maréchal de France et un duc de Bellegarde.

## Filiation
- Peroton de Saint-Lary
  - Roger de Saint-Lary de Bellegarde, maréchal de France
    - César de Saint-Lary
      - Octave de Saint-Lary de Bellegarde, archevêque de Sens

  - Jean de Saint-Lary, gouverneur de Metz
    - Roger de Saint-Lary de Bellegarde, duc de Bellegarde[1]

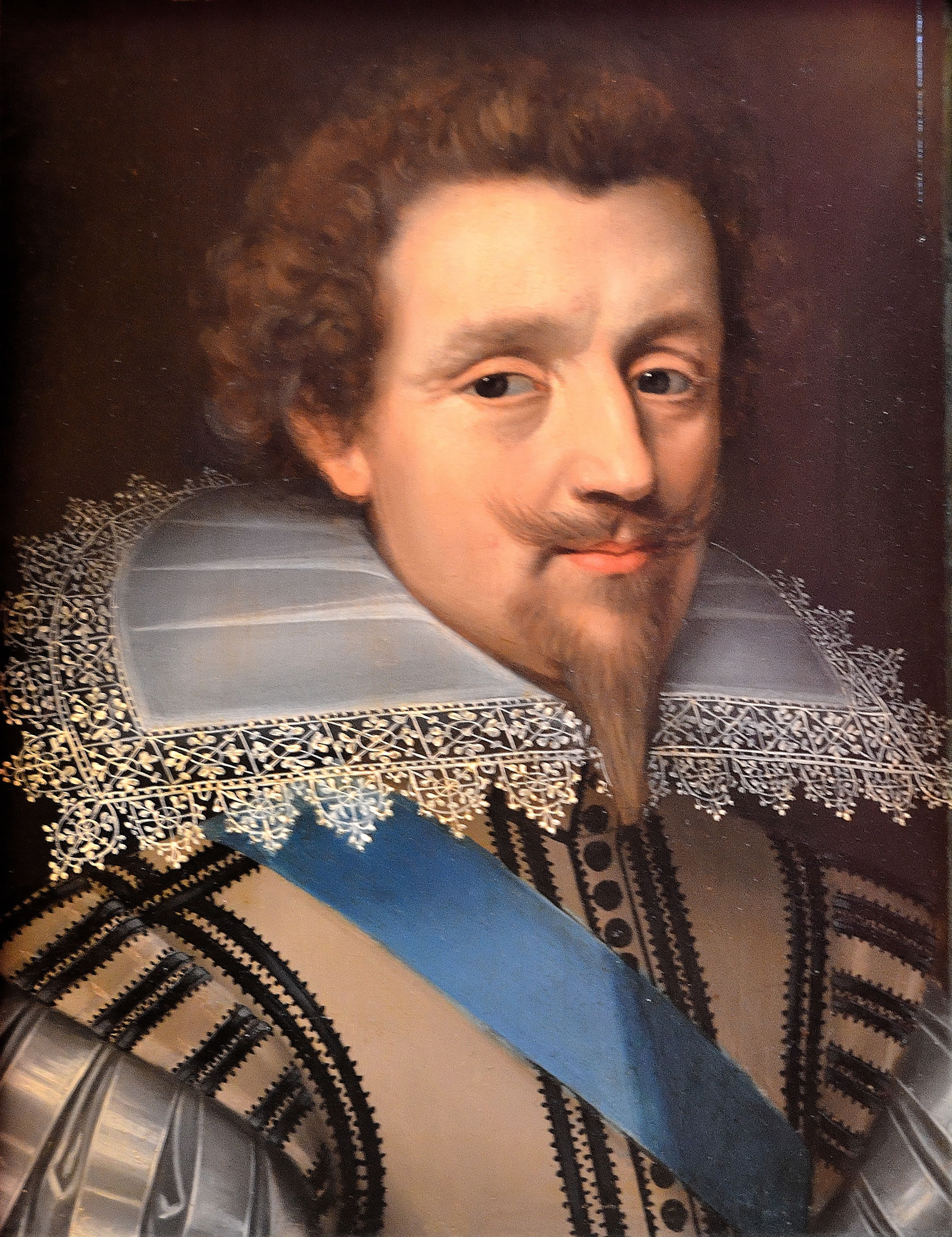
Roger II de Saint-Lary de Bellegarde

## Armoiries
| Figure | Blasonnement |
|        | Écartelé: au 1, d'azur, au lion d'or, couronné du même (Saint-Lary); au 2, d'or, à quatre pals de gueules (de la Barthe); au 3, de gueules, à un vase d'or (Orbessan); au 4, d'azur, à trois flammes d'argent, mouv. de la pointe (Termes). Sur le tout d'azur à une cloche d'argent, bataillée de sable (Algoursan). |